# The County Fair (1920)
The County Fair is een Amerikaanse dramafilm uit 1920 onder regie van Edmund Mortimer en Maurice Tourneur.

## Verhaal
De bankier Solon Hammerhead dreigt ermee om beslag te leggen op de boerderij van Abigail Prue in Massachusetts, wanneer zij niet met hem wil trouwen. Haar pleegdochter Sally Greenway wil zich opofferen door te trouwen met Bruce, de zoon van de bankier. Op een nacht wordt er op de boerderij ingebroken door Tim Vail, een jockey aan lagerwal. Abigail heeft medelijden met de jockey en ze biedt hem een baan aan. Hij beseft al spoedig dat Abigail een potentieel renpaard in haar stal heeft staan. Wanneer de bankier erachter komt dat hij met dat paard wil deelnemen aan de wedrennen op de jaarmarkt, steekt hij daar een stokje voor.

## Rolverdeling
| Acteur            | Personage        |
| ----------------- | ---------------- |
| Helen Jerome Eddy | Sally Greenway   |
| David Butler      | Joel Bartlett    |
| Edythe Chapman    | Abigail Prue     |
| William V. Mong   | Solon Hammerhead |
| Arthur Housman    | Bruce Hammerhead |
| John Steppling    | Otis Tucker      |
| Charles Barton    | Tim Vail         |
| Wesley Barry      | Tommy Perkins    |